# 수준점

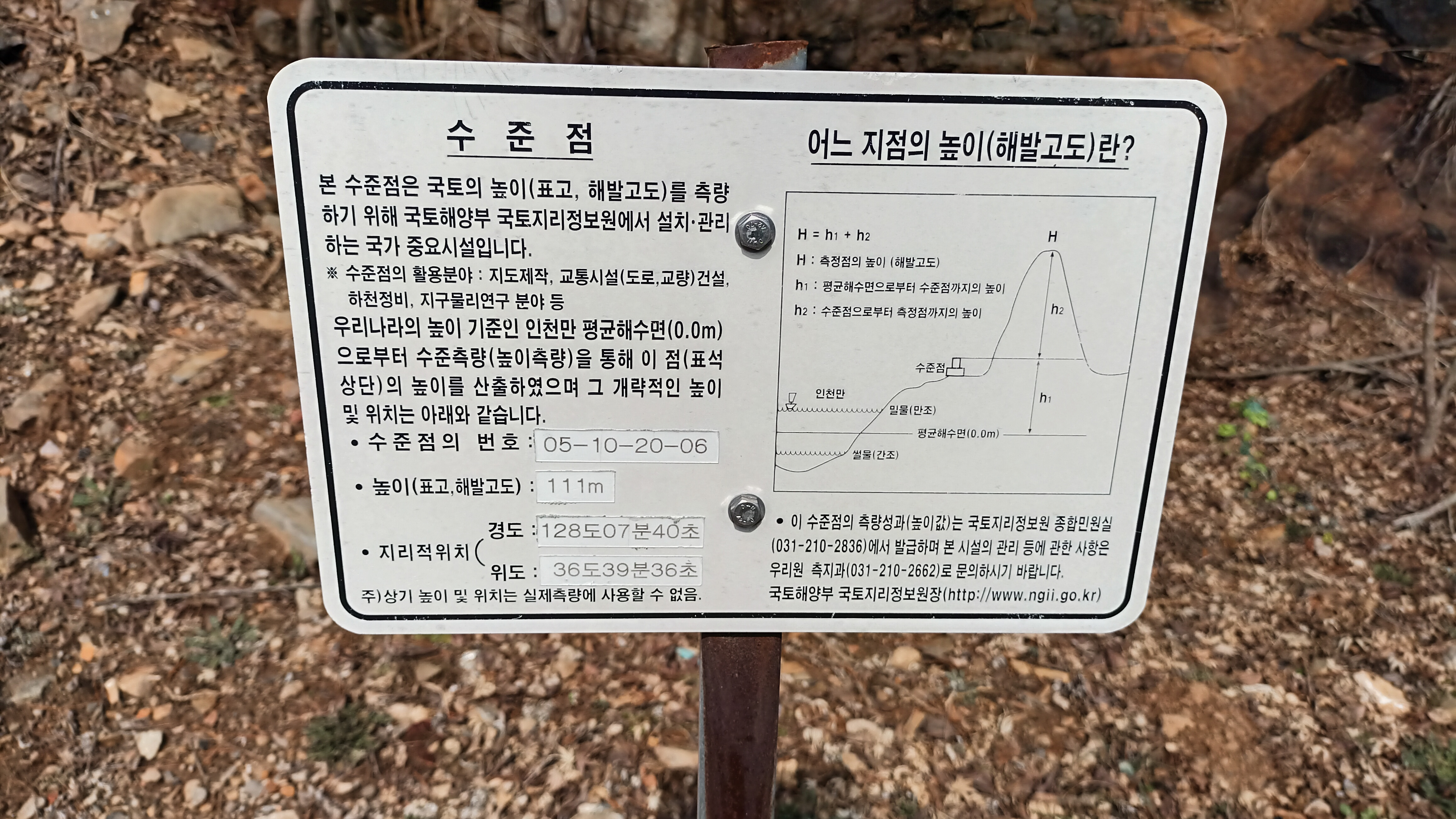
문경시 마성면 신현리 국도 제3호선 진남휴게소에 위치한 수준점

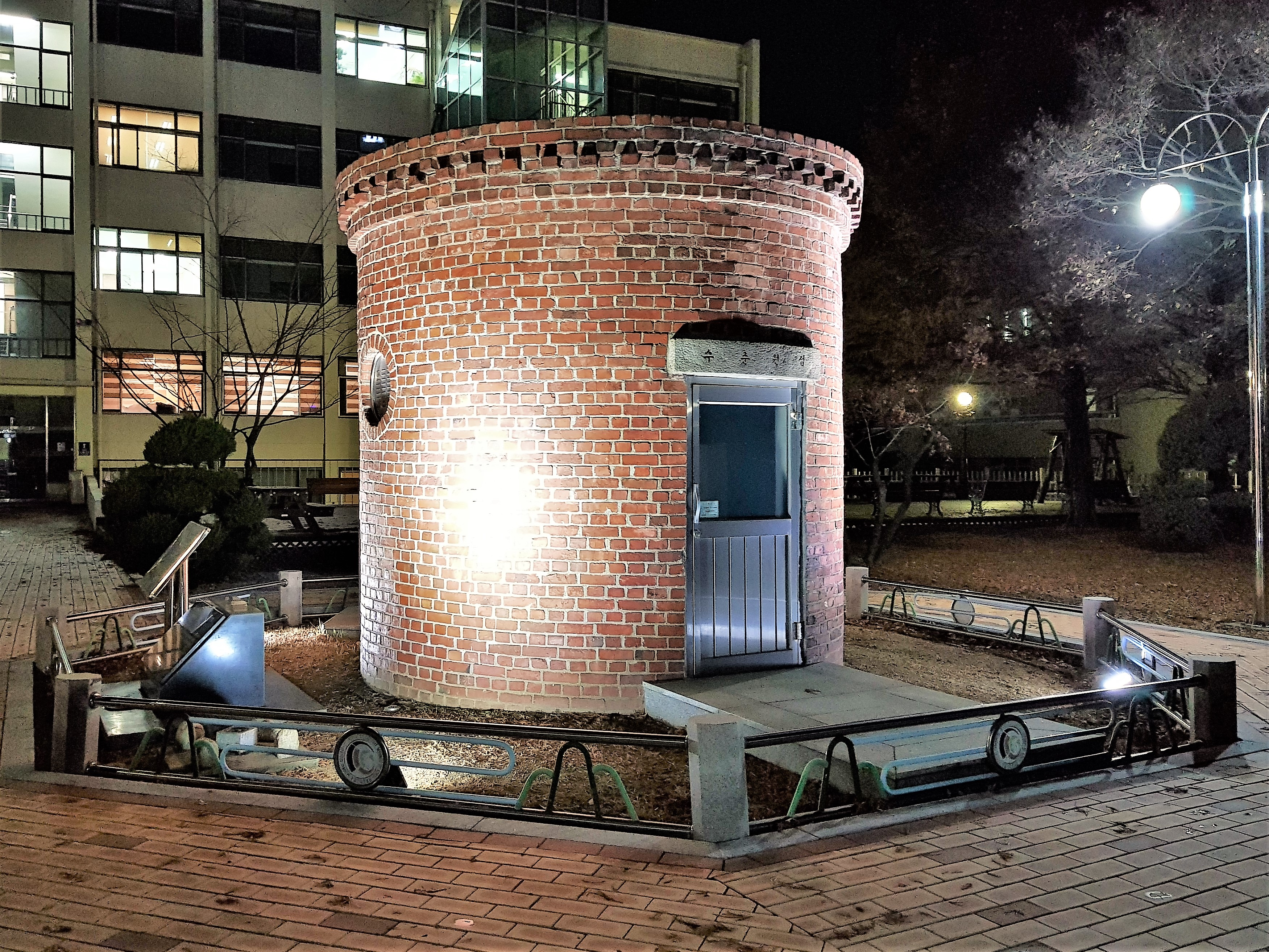
대한민국 해발고도 측량의 기준이 되는 대한민국 수준원점.

수준점(水準點)은 해발고도를 잴 때의 기초가 되는 점이다. 통상적으로 각 국가의 중심이 되는 해양지역의 평균 수면 고도를 측정하여 지상에 설치한 시설물인 수준원점(水準原點)에 따라 수준점을 설치한다. 대한민국의 수준점은 1등 수준점과 2등 수준점으로 구별되어 있는데, 대한민국의 국도를 따라 일정 거리마다 설치되어 관리된다.

## 개요
수준점을 마련하기 위해서는 그에 따른 기준이 필요한데, 바다 높이의 경우 간조와 만조에 따라 변하는 경향이 있기에 통상적으로 평균 높이를 재 해발고도 0m 지점을 정하고, 이 높이에 따라 수준원점을 개설한다. 수준원점은 해발고도 0m 지점으로부터 육지의 특정 지점까지의 거리 및 높이를 지오이드, 측량 등을 통해 정확히 잰 위치에 설치한다. 이 때의 해발고도는 해양의 만조수면과 간조수면의 평균치로 계산하며, 각 국가마다 해발고도를 산정하는 기준이 다르다. 

## 대한민국의 수준점
대한민국의 경우 인천항 내항의 평균 수면 높이를 계산하여, 1963년 인하공업전문대학에 대한민국 수준원점을 개설하여 현재에 이른다. 인하공전의 대한민국 수준원점은 인천항 내항의 평균 수면높이로부터 26.6871m 위에 솟아있으며, 이는 수정점으로 표기하고 있다.